# Palagiano
Palagiano är en ort och kommun i provinsen Taranto i regionen Apulien i Italien. Kommunen hade 16 105 invånare (2017).